# Helictopleurus hypocrita
Helictopleurus hypocrita là một loài bọ cánh cứng trong họ Bọ hung (Scarabaeidae).